# مکرتیچ کولوزیان
مکرتیچ باگویی کولوزیان (ارمنی: Մկրտիչ Բագոյի Քոլոզյան؛  زادهٔ ۱۹۲۲ - درگذشته ۱۹۹۰) پرورش‌دهنده تنباکو اهل ارمنستان بود.

## زندگی‌نامه
وی در ۱۹۲۲ در نور بایزید گاوار به دنیا آمد . همچنین برندهٔ جوایزی همچون قهرمان کار سوسیالیست (۱۹۴۹)، نشان جنگ میهنی (درجه دو) (۱۹۸۵)، نشان لنین (۱۹۴۹ و ۱۹۵۱)، نشان پرچم سرخ کار (۱۹۵۰)، مدال تسخیر برلین، مدال شجاعت (روسیه) و مدال کارگر ممتاز شده‌است. وی در ۱۹۹۰ در سن ۶۸ سالگی در کامو درگذشت و در آرامستان داری گلوخ گاوار به خاک سپرده شد.

## یادداشت
1. ↑  tobacco grower